# Gentiana kitadakensis
Gentiana kitadakensis är en gentianaväxtart som beskrevs av N. Yonezawa. Gentiana kitadakensis ingår i släktet gentianor, och familjen gentianaväxter. Inga underarter finns listade i Catalogue of Life.